# Kustlöja
Kustlöja (Notropis petersoni) är en fiskart som beskrevs av Fowler 1942. Kustlöja ingår i släktet Notropis och familjen karpfiskar. Inga underarter finns listade i Catalogue of Life.